# Індекси демократії від V-Dem
Індекси демократії від V-Dem – це індекси демократії, опубліковані Інститутом V-Dem, які аналізують та систематизують якості різних демократій. Видається щорічно.  Система даних, опубліковані Інститутом V-Dem, містять інформацію про сотні змінних-індикаторів, що описують усі аспекти управління, особливо щодо якості демократії, інклюзивності та інших економічних показників.

Мапа Індексу виборчої демократії V-Dem за 2024 рік

V-демократичні режими світу, 2023

Країни, що суттєво та значно автократизуються (червоний) або демократизуються (синій) (2010–2020). Країни, позначені сірим кольором, суттєво не змінилися.

1. ↑  New index rates countries by degree of freedom for scholars.